# Швайкгайм
Швайкгайм (нім. Schwaikheim) — громада в Німеччині, знаходиться в землі Баден-Вюртемберг. Підпорядковується адміністративному округу Штутгарт. Входить до складу району Ремс-Мур.
Площа — 9,22 км2. Населення становить 9480 ос. (станом на 31 грудня 2020).